# ソーシャルワーク
ソーシャルワーク（Social work）とは、社会に対しては①社会変革（social change）、②社会開発（social development）、③社会的結束（social cohesion）を、個人に対しては①エンパワーメント（empowerment）、②解放（liberation）を促進する実践を意味する。また、その実践を発動・継続する根拠（原理）は①社会正義(social justice)、②人権（human right）、③集団的責任（collective responsibility）、④多様性の尊重（respect for diversities）であり、その対象は、①社会の様々な構造、②実践を必要とする人々である。（2014年7月のIFSWのグローバル定義から）
ソーシャルワークは本来、民間のボランタリーな活動であり、あらゆる国家や思想、権力、組織などから独立した学問を基礎とする実践である。
個人、家族、カップル、グループ、コミュニティ、特に社会的な不利益（権利侵害、貧困など）の中にある人のクオリティ・オブ・ライフ（QOL）およびウェル・ビーイングを目指し、必要に応じ、 研究、政策策定、共同体開発、各種技法及び危機介入などの手法、社会的不公正に対して社会改革や社会的結束を図る等の実践を基本とする専門的職業および学問分野である。
日本では、「社会福祉援助技術」や「相談援助」と同じ意味として捉えられることもあるが、厳密には社会福祉援助技術や相談援助は「日本国憲法第25条の理念に基づいて、①日本国民の最低限度の生活の保障あるいは生存権の保障を目的として、国の定める法律に基づく福祉制度を通して、様々な施策（社会福祉サービス）を、国民に公平・公正に提供する実践の総称」であるのに対し、「ソーシャルワーク」は、日本国のみならず、あらゆる国の政治体制や思想、団体等から独立して、社会や個人の課題や様々な構造に対し、普遍的方法（非暴力など）をもってはたらきかける実践を意味している。　両者は、人間の福祉を求める理念上の共通点はがあるが、その成立根拠・組織・適用範囲・方法論等において大きな違いがある。

## 定義
国際的なソーシャルワーカーの組織である「国際ソーシャルワーカー連盟」と国際的なソーシャルワーク教育機関の組織である「International Association of Schools of Social Work (IASSW)」は、ソーシャルワークの定義を行い、日本のソーシャルワーク関連団体の連合組織である「社会福祉専門職団体協議会（社専協）国際委員会」（現：日本ソーシャルワーカー連盟）が2005年に和訳を行っている。。
1. 1982年版「ソーシャルワークの定義」
ソーシャルワークは、社会一般とその社会に生きる個々人の発達を促す、社会変革をもたらすことを目的とする専門職である。
ソーシャルワーク専門職は、人間の福利（ウェルビーイング）の増進を目指して、社会の変革を進め、人間関係における問題解決を図り、人びとのエンパワーメントと解放を促していく。
2. 2000年版「ソーシャルワークの定義」
※モントリオールにおけるIFSW総会において2000年7月27日に採択された。
ソーシャルワーク専門職は、人間の福利（ウェルビーイング）の増進を目指して、社会の変革を進め人間関係における問題解決を図り、人びとのエンパワメントと解放を促していく。ソーシャルワークは、人間の行動と社会のシステムに関する理論を利用して、人びとがその環境と相互に影響し合う接点に介入する。人権と社会正義の原理は、ソーシャルワークの拠り所とする基盤である。
3. 2014年版「ソーシャルワーク専門職のグローバル定義（GLOBAL DEFINITION OF THE SOCIAL WORK PROFESSION）」[2]
ソーシャルワークは、社会変革と社会開発、社会的結束、および人々のエンパワメントと解放を促進する、実践に基づいた専門職であり学問である。
社会正義、人権、集団的責任、および多様性尊重の諸原理は、ソーシャルワークの中核をなす。
ソーシャルワークの理論、社会科学、人文学および地域・民族固有の知を基盤として、ソーシャルワークは、生活課題に取り組みウェルビーイングを高めるよう、人々やさまざまな構造に働きかける。
この定義は、各国および世界の各地域で展開してもよい。
Social work is a practice-based profession and an academic discipline that promotes social change and development, social cohesion, and the empowerment and liberation of people.
Principles of social justice, human rights, collective responsibility and respect for diversities are central to social work.
Underpinned by theories of social work, social sciences, humanities and indigenous knowledge, social work engages people and structures to address life challenges and enhance wellbeing.
The above definition may be amplified at national and/or regional levels.
4. これまでのソーシャルワークの定義は、発祥の地であるヨーロッパやアメリカが主役であったが、（特に）今世紀になり、国際ソーシャルワーカー連盟（International Federation of Social Workers、通称：IFSW）が中心となり、アジア、アフリカ、南アメリカの諸国を含めたより普遍的な定義が模索され、2014年7月の国際会議で「ソーシャルワーク専門職のグローバル定義（Global Definition of the Social Work Profession）」として採択された。その後各国のソーシャルワーカー団体は、採択された定義を受け入れ表明し、現在に至っている。

## 歴史
源流は19世紀末におけるイギリスの慈善組織協会の各種慈善活動とされる。アメリカに概念が渡って後、同国にてジェーン・アダムズ、メアリー・リッチモンドやフェリックス・P・バイステック、ヘレン・ハリス・パールマンらによって理論が体系化されていく。19世紀中期、当初は慈善活動による実践主義・前例主義的な実践であったが、20世紀初頭から、米国において精神分析や心理学等の影響を受けて発展していく。さらに、その発展の過程においてソーシャルワーク固有の手法が開発され、専門職としての地位が確立されてくる。しかし、国際サーシャルワーカー連盟の充実に伴い、ソーシャルワークにグローバルな視点が導入され、2000年には「ソーシャルワークの定義」が採択された。さらに2014年「グローバル定義の改定」の際に、アジア・アフリカ・中南米の国々お視点を取り入れ、従来の欧米中心の理論や学問（心理学や精神分析学中心）視点に加え、少数民族やそれぞれの地域で培われた「民族固有の智」（知識、技術、考え方）を含めた方法論として定義され位置づけられた。

## 資格とソーシャルワーカーの組織
ソーシャルワークは、すべての国家・思想・権力・組織などから独立し、民間でボランタリーな活動であり、また学問を基礎とする実践であることから、特定の国や組織の認定をもって資格とすることはできない。
現在、国際ソーシャルワーカー連盟（International Federation of Social Workers、通称：IFSW）に各国のソーシャルワーカー団体が加盟し、連盟が規定するソーシャルワークの定義（Global Definition of the Social Work Profession）を承認していることから、「グローバル定義の承認」と「倫理綱領の遵守」をもってソーシャルワーカーとすることが共通の認識となっている。
日本では現在、いくつかのソーシャルワーク関連の団体が存在している。そのうちの4団体（日本ソーシャルワーカー協会、日本社会福祉士会、日本精神保健福祉士協会、日本医療ソーシャルワーカー協会）が日本ソーシャルワーカー連盟を通じて、IFSWに加盟し、グローバル定義を承認し倫理綱領を遵守する専門職団体として活動している。ソーシャルワーカーカーの資格を定める市民が社会福祉サービスを利用する主体となるときは、その人にとって最良の利益を守るようなアドボカシーの観点が重要であり、このような視点を持つ専門職の存在が必要となる。また社会福祉士養成施設、精神保健福祉士養成施設、社会福祉学部などの社会福祉教育を行っている大学や専門学校が結成した結成されている日本ソーシャルワーク教育学校連盟もある。
米国においてソーシャルワーカーになるには、ソーシャルワーカー教育委員会 (CSWE) 認定の教育機関にて学位を取得しなければならない。
基本的には修士号(Master of Social Work)の取得が必要とされる。
英国イングランドでは、ソーシャルワーカーは保健ケア資格委員会(HCPC)が所管しており、有資格者数は88,981人となっている。。
日本の福祉制度を中心的に支える国家資格として社会福祉士や精神保健福祉士があるが、これらの有資格者の組織も、ＩＦＳＷの定義等の受け入れを表明している。 今後、多くのソーシャルワーク団体が連携して、国内外の人権問題、社会や個人の課題・問題に取り組むことが期待される。

## 代表的な構成技術

### 直接援助技術
- ケースワーク（個別援助技術）
  - カウンセリング（個別面談）
- グループワーク（集団援助技術）
  - 福祉レクリエーションなど（集団作業）
- ケアワーク（直接介護）- 別体系として取り扱われることもある

### 間接援助技術
- コミュニティワーク（地域援助技術）
  - コミュニティ・オーガニゼーション（地域組織化活動）
  - コミュニティディベロップメント（地域資源開発援助活動）
  - コミュニティ・ケア（地域福祉活動）
- ケアマネジメント（援助計画）
  - ケアプラン（計画作成・作成された計画の指針）
  - アセスメント（計画の評価修正）
- 社会福祉管理運営（福祉施設運営方法、アドミニストレーション）
- 社会政策（福祉制度・法律）
- 社会福祉調査法（社会総体の調査）
  - 調査データ収集（調査方法）
  - 調査データ分析（分析方法）
  - 社会診断（社会総体の現状把握）
  - ニーズキャッチ（地域におけるサービス需要の把握）

## 主義派
クライエントに対するワーカーの立場・見方によって、技術の利用法の傾向が大きく3派に分けられる。

### 診断主義
ソーシャルワークにおいて最も伝統的な主義でS.フロイトの精神分析に強く影響を受けた一派。クライエントという個人の持つ問題に対して医学的解釈をもち、クライエントの状態からその問題点を診断し、ピンポイントな解決方法を提示する事でその解決を成そうとする傾向を持つ。（医学モデル）
ただし、この考え方が行き過ぎるとクライエントは患者でワーカーは医者という関係が成り立ち、対症療法のごとく直接的な指示に陥る事があり、クライエントの成長に結びつかないという援助の落とし穴を呼び込む。また、クライエントへの安易なラベリング（決め付け）やカテゴライズ（分類主義）に陥りやすい。また問題が広範囲（精神的問題・制度的問題・人間関係的問題）に派生しやすい、日常に密接した『生活空間』という様々なケースを扱う社会福祉という現場では理想論に終わり実効性に乏しい援助となる危険性があると他派より発せられる場合がある。
一方で精神分析を取り入れているため、精神面に大きな問題を持つクライエントに対しては絶大な効果を発揮する。
病院などの医療機関や精神障害・知的障害が密接に関わってきた福祉現場で勤務してきたカウンセラー系のワーカーに多いタイプ。

### 機能主義
診断主義の精神医学的立場による問題（対症療法化・ラベリング・カテゴライズ・理想論化）を解決するため、クライエントを生態学的な『関係という観点』から見つめ直し（エコロジカル・アプローチ）クライエントの持つ問題を『クライエントを取り巻く（もしくは自身の）関係機能の不全』として捉え、その外部よりの調整によって問題の解決を成そうとする一派。
クライエント自身ではなく、それをとりまく制度や環境の問題から、解決の糸口を見つけようとする一派とも言える。この主義に基づくと、クライエントには元より自らの問題を解決する能力が備わっており、それを補佐する（サービスの提供・情報の提供・それらの取捨選択を考えさせる、など）事で問題の解決が図れるとされる。（生活モデル）
ただし、この考え方が行き過ぎるとクライエント自身の内面的問題を見落としがちになる。またクライエントや社会への働きかけによる自然な変化を待つ事例も出るため、診断主義よりも実効性はあれども即効性には乏しく、機能主義による福祉技術の活用は長丁場を強いられる事も少なくない。
一方で機能論の取り入れにより、よりクライエントを中心として広範囲に派生した各種問題に対して柔軟に対応できる利点を持つ。
福祉事務所や隣保館、街中の社会福祉施設など地域と生活に密接し多岐にわたるケースを扱う場所において勤務してきたケースワーカー系のワーカーに多いタイプ。

### 混合型
診断主義のクライエント個人への診断的アプローチと、機能主義のクライエントの周囲関係への機能的アプローチを同時に取り入れ、即効的な効果と継続的な援助を行い、問題の効果的解決を成そうとする一派。
効果的な半面で継続的な援助を必要とするため完結的解決が存在しない。そのために『本当の解決に至っていない』とする批判が出ることもある。一方で『より日常に対して密接で現実的な援助が可能になる』という考え方もある。
現在のワーカーはこのタイプを選択する者も多い。主に日常生活を地道かつ継続的に援助するため、まさしく即時援助と継続援助の双方が求められるケアワーカー系のワーカーに多いタイプ。

## 註釈
1. ↑  “What is social work?”.   豪州ソーシャルワーカー協会. 2015年8月26日閲覧。
2. 1 2  “ソーシャルワークのグローバルな定義 - ソーシャルワーカーの国際連合”. International Federation of Social Workers（IFSW） 2019年2月1日閲覧。
3. ↑  川廷宗之、宮嶋淳『社会福祉をはじめて学ぶあなたへ2訂版』ヘルスシステム研究所、2008年、142頁。
4. ↑  “Regulated profession database - Social Worker”.   欧州連合. 2015年8月30日閲覧。
5. ↑  2008年までの指定科目では、ケースワーク・グループワーク・コミュニティワーク・社会福祉調査法の大きく4つに分類されて、一つの指定科目とされていた。2009年以降の指定科目としては、社会福祉調査法の部分が「社会調査の基礎」として独立し、残るケースワーク・グループワーク・コミュニティワークの3つについては、「相談援助の基盤と専門職」、「相談援助の理論と方法I」、「相談援助の理論と方法II」に再編統合された。